# Phare d'Hoy Sound High
Le phare d'Hoy Sound High est un phare situé sur l'île de Graemsay, dans la baie de Scapa Flow des îles de l'archipel des Orcades au nord des Highlands en Écosse.
Ce phare est géré par le Northern Lighthouse Board (NLB) à Édimbourg,l'organisation de l'aide maritime des côtes de l'Écosse.
Il est maintenant protégé en tant que monument classé du Royaume-Uni de catégorie A.

## Le phare
Deux phares sont présents sur l'île de Graemsay : Hoy Sound Low et Hoy Sound High. Ils sont situés aux extrémités du côté nord de l'île. Les deux phares ont été construits en 1851 par l'ingénieur Alan Stevenson.
Le phare d'Hoy Sound High est une tour cylindrique en pierre peinte en blanc de 33 m de haut, avec une galerie ocre et une lanterne noire. Les maisons des gardiens et des bâtiments annexes sont autour et entourées d'un mur.
A 35 m au-dessus du niveau de la mer, il émet une lumière occultante rouge et blanche toutes les 8 secondes selon la direction. Il dirige les bateaux du Hoy Sound (en) vers l'océan atlantique. L'île est accessible par le ferry de Stromness et un sentier de promenade d'environ 1.5 km (aller-retour) mène sur le site du phare.
Identifiant : ARLHS : SCO-104 - Amirauté : A3644.1 - NGA : 3200.

### Lien connexe
- Liste des phares en Écosse